# کلسیم مونوفسفید
کلسیم مونوفسفید (به انگلیسی: Calcium monophosphide) با فرمول شیمیایی CaP (Ca۲P۲) یک ترکیب شیمیایی است. شکل ظاهری این ترکیب، جامد سیاه است.